# تور دوچرخه‌سواری بالتیک
تور دوچرخه‌سواری بالتیک (انگلیسی: Baltic Chain Tour) مسابقات دوچرخه‌سواری جاده در منطقه بالتیک است.
این تور از سال ۱۹۵۵ در کشورهای استونی، لتونی و لیتوانی برگزار می‌شود.

## نگارخانه

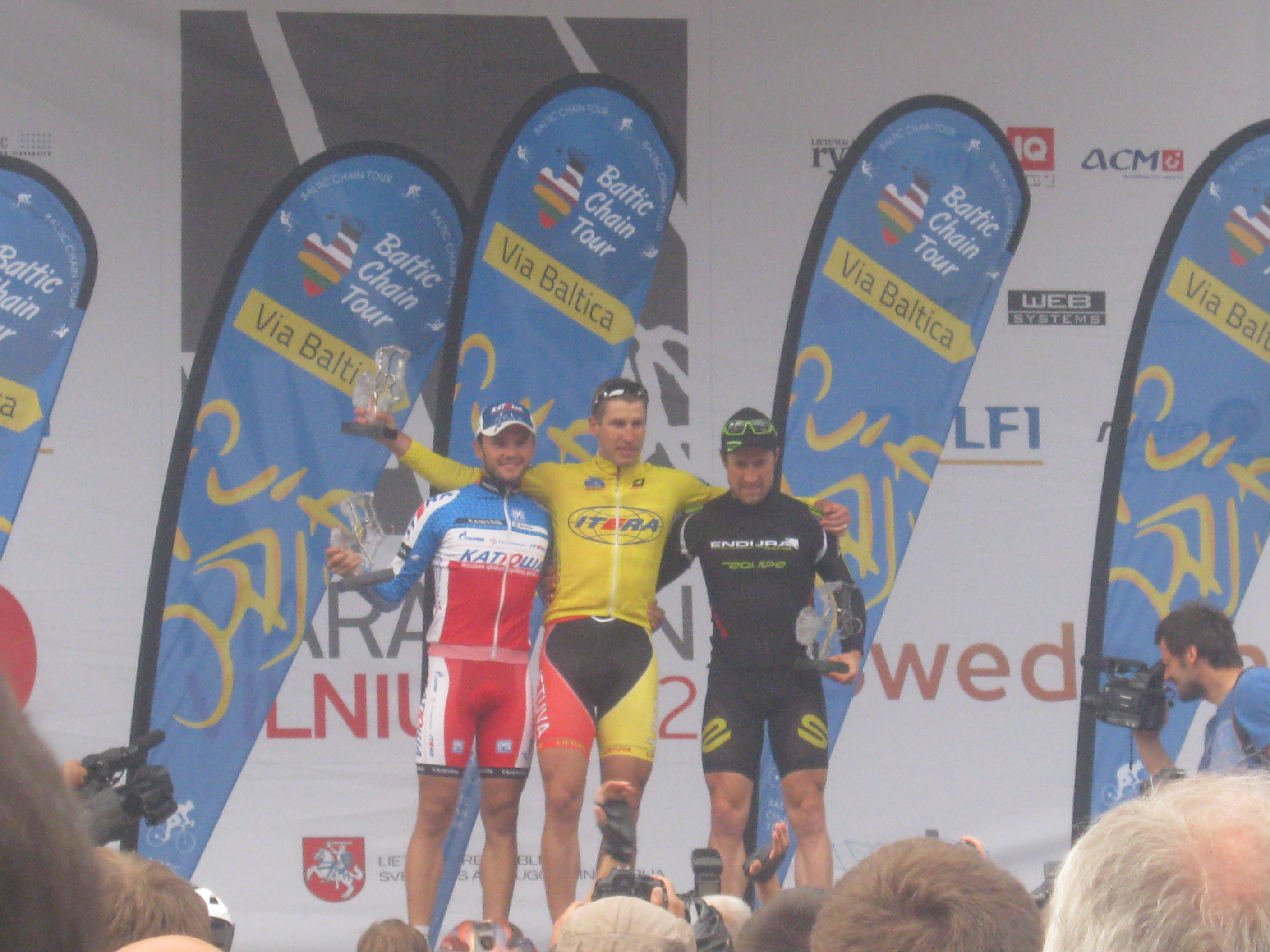
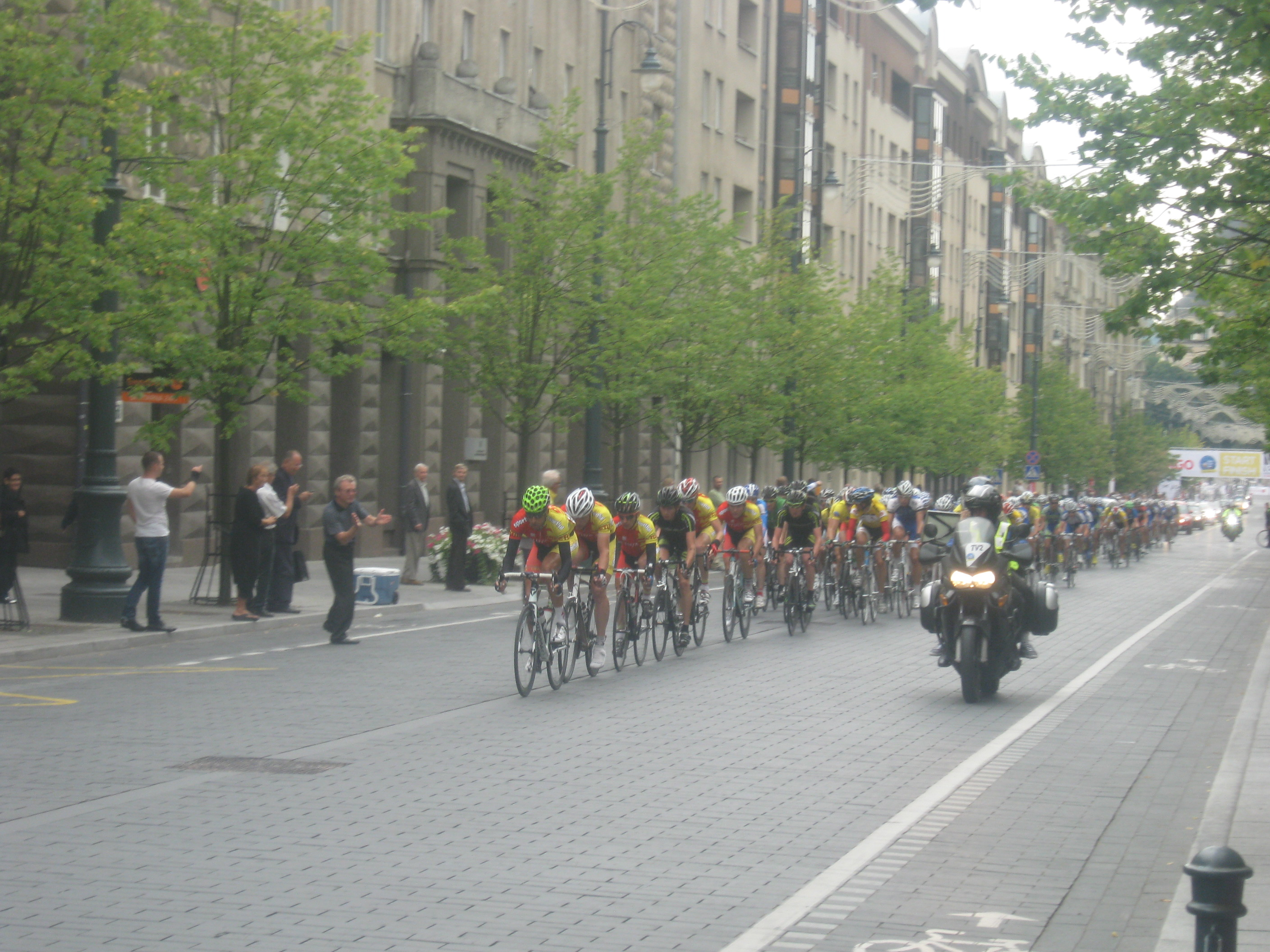